# Chlamydomonas muriella
Espèce
Chlamydomonas muriella est une espèce d’algues vertes terrestres vivant dans le sol, de la famille des Chlamydomonadaceae.

## Étymologie
L’espèce Chlamydomonas muriella a été nommée en l’honneur de la phycologue Muriel Bristol.